# Хлопці зі стволами
«Хлопці зі стволами» (англ. War Dogs, початкова назва англ. Arms and the Dudes) — біографічна військова драматична кінокомедія виробництва США 2016 року, режисера, продюсера і сценариста Тодда Філліпса. Стрічку створено на основі реальних подій. У головних ролях Майлз Теллер, Джона Гілл, Ана де Армас.
Вперше фільм продемонстрували 3 серпня 2016 року в Нью-Йорку, а в широкому прокаті — 18 серпня 2016 року в низці країн світу, у тому числі і в Україні.

## Сюжет
Двадцятирічні Девід Пакоуз і Ефраїм Діверолі скористалися маловідомим введенням американського уряду, що дозволяє малим і невідомим компаніям брати участь у тендерах на постачання зброї для американської армії. Тепер вони заробляють шалені гроші та живуть на широку ногу. Проте, отримавши замовлення на постачання повстанцям в Афганістані зброї на 300 млн доларів, вони попадають у халепу.

## У ролях
| Актор        | Персонаж        | Роль |
| ------------ | --------------- | --- |
| Джона Гілл   | Ефраїм Діверолі | власник фірми AEY Inc.                                                                                  |
| Майлз Теллер | Девід Пакоуз    | партнер Ефраїма                                                                                         |
| Ана де Армас | Із              | дівчина Девіда                                                                                          |
| Бредлі Купер | Генрі Жерард    | постачальник зброї, один із засновників Brügger & Thomet, справжнє ім'я Гейнріх Томет (Heinrich Thomet) |
| Кевін Поллак | Ральф Слуцький  | бізнесмен                                                                                               |

## Український дубляж
Фільм дубльовано українською мовою студією «Postmodern Postproduction» у 2016 році.
- Режисер дубляжу — Павло Скороходько
- Перекладач — Сергій Ковальчук
- Звукорежисер — Генадій Алексеєв
- Звукорежисер перезапису — Дмитро Мялковський

Ролі дублювали: Андрій Федінчик, Назар Зандніпровський, Наталія Денисенко, Андрій Твердак, Валерій Легін, Євген Малуха та інші.

## Створення фільму

### Знімальна група
- Кінорежисер — Тодд Філліпс
- Сценаристи — Тодд Філліпс, Стівен Чин, Джейсон Смілович
- Кінопродюсери — Тодд Філліпс, Скотт Буднік, Бредлі Купер, Марк Гордон, Браян Цуріфф
- Виконавчі продюсери — Джозеф Гарнер, Девід Сігел
- Композитор — Кліфф Мартінес
- Кінооператор — Лоуренс Шер
- Кіномонтаж — Джефф Грот
- Підбір акторів — Флоріна Фернандес, Джон Папсідера, Мунір Сегіє
- Художник-постановник — Білл Бжеськи
- Артдиректори — Джонатан Карлос, Десма Мерфі, Джей Пеліс'є
- Художник по костюмах — Майкл Каплан[14].

### Виробництво
Спочатку планувалося, що головні ролі виконуватимуть Джессі Айзенберг і Шая Лабаф, проте через зайнятість на інших проєктах вони були заміщені Джоною Гіллом і Майлзом Теллером, про що було повідомлено в грудні 2014 року. У лютому 2015 року повідомлялося, що фільмування розпочнуться наприкінці квітня 2015 року у Маямі й триватимуть декілька тижнів, проте через тиждень ресурс SSN Insider повідомив, що зйомки розпочалися 2 березня 2015 року. А вже 17 березня «Business Wire» повідомив, що зйомки вже проходять у Румунії, а відтак у Лас-Вегасі, Південній Каліфорнії, Маямі та Марокко. 24 квітня 2015 року зйомки проходили у Лос-Анджелесі, де був помічений Джона Гілл.
У травні 2015 року компанія «Warner Bros.» повідомила, що запланована дата виходу фільму встановлена на 11 березня 2016 року, яка згодом була перенесена на 19 серпня 2016 року.

## Сприйняття

### Оцінки і критика
Фільм отримав змішані відгуки: Rotten Tomatoes дав оцінку 61 % на основі 181 відгуку від критиків (середня оцінка 6/10) і 73 % від глядачів зі середньою оцінкою 3,7/5 (21 108 голосів). Загалом на сайті фільми має схвальний рейтинг, фільму зарахований «стиглий помідор» від кінокритиків і «попкорн» від глядачів, Metacritic — 57/100 (41 відгук критиків) і 7,5/10 від глядачів (73 голоси). Загалом на цьому ресурсі від критиків фільм отримав змішані відгуки, а від глядачів — схвальні, IGN — 4,8/10 (поганий), Internet Movie Database — 7,2/10 (21 930 голосів).
Олександра Васильєва з «Газети по-українськи» написала, що «в цілому, це міг би бути дуже класний фільм, який зображає війну гіперреально, вивалюючи на перший план тезу — світом керують гроші, навіть на війні. Але це зроблено досить недолуго: є ідея, хороші актори, непоганий сюжет, але всі ці складові існують окремо один від одного». А Олександра Корчевська з інтернет-видання «PlayUA» поставила фільму 68/100 і сказала, що «цей фільм явно не тягне на подвійну райдугу, щоби бути достойним скупої сльози чи захвату. Але настрій фільму затягує і переслідуватиме вас ще кілька днів після перегляду».

### Касові збори
Під час показу в Україні, що розпочався 18 серпня 2016 року, протягом першого тижня на фільм було продано 75 453 квитки, фільм був показаний у 195 кінотеатрах і зібрав 5 362 550 ₴, або ж 214 631 $, що на той час дозволило йому зайняти 3 місце серед усіх прем'єр.
Під час прем'єрного показу в США, що розпочався 19 серпня 2016 року, протягом першого тижня фільм був показаний у 3 258 кінотеатрах і зібрав 14 300 000 $, що на той час дозволило йому зайняти 3 місце серед усіх прем'єр. Станом на 13 жовтня 2016 року показ фільму тривав 56 днів (8 тижнів), зібравши в прокаті США 42 972 650 $, а в решті світу 40 100 000 $ (за іншими даними 40 000 000 $), тобто загалом 83 072 650 $ (за іншими даними 82 972 650 $) при бюджеті 40 млн $.

### Нагороди та номінації
| Список нагород та номінацій | Список нагород та номінацій | Список нагород та номінацій          | Список нагород та номінацій | Список нагород та номінацій | Список нагород та номінацій |
| Кінопремія                  | Дата церемонії              | Категорія                            | Номінант(и)                 | Результат                   | Дж                          |
| --------------------------- | --------------------------- | ------------------------------------ | --------------------------- | --------------------------- | --------------------------- |
| «Золотий глобус»            | 8 січня 2017                | Найкращий актор (комедія або мюзикл) | Джона Гілл                  | Номінація                   | [ 31 ] [ 32 ]               |

### Виноски
1. ↑  http://www.imdb.com/title/tt2005151/
2. 1 2  http://www.allocine.fr/film/fichefilm_gen_cfilm=196253.html
3. 1 2 3 4 5 6 7 8 9  ČSFD — 2001.
4. 1 2  War Dogs: Release Info (англ.). Internet Movie Database. Процитовано 27 травня 2016.
5. 1 2  Хлопці зі стволами. Kino-teatr.ua. Процитовано 27 травня 2016.
6. 1 2  Beatrice Verhoeven (19.08.2016). ‘War Dogs’ Barks Past ‘Ben-Hur’ at Thursday Box Office (англ.). TheWrap. Архів оригіналу за 20 серпня 2016. Процитовано 22 серпня 2016.
7. ↑  J.D. Durkin (17.08.2016). Executives Are Hoping the $100 Million Ben-Hur Remake Will Avoid Being ‘Bomb of the Summer’. mediaite.com (англ.). Архів оригіналу за 18 серпня 2016. Процитовано 19 серпня 2016.
8. 1 2 3 4  War Dogs (англ.). Box Office Mojo. Процитовано 16 жовтня 2016.
9. 1 2 3 4  War Dogs (2016) (англ.). The Numbers. Процитовано 16 жовтня 2016.
10. ↑  War Dogs (англ.). AllMovie. Процитовано 27 травня 2016.
11. ↑  Хлопці зі стволами. Kinomania. Архів оригіналу за 10 серпня 2016. Процитовано 27 травня 2016.
12. ↑  The Real Life “War Dogs” Arms Dealer Who Won A $300 Million Weapons Contract - David Packouz. YouTube. Wide Awake Podcast. 20 квітня 2023. Процитовано 9 лютого 2025.{{cite web}}:  Обслуговування CS1: Сторінки з параметром url-status, але без параметра archive-url (посилання)
13. ↑  War Dogs (англ.). Postmodern LLC. Архів оригіналу за 206-08-31. Процитовано 31 серпня 2016.
14. ↑  War Dogs: Full Cast & Crew (англ.). Internet Movie Database. Процитовано 27 травня 2016.
15. ↑  Borys Kit (3.12.2014). Jonah Hill to Star in Crime Comedy 'Arms and the Dudes' (англ.). The Hollywood Reporter. Процитовано 7 серпня 2016.
16. ↑  Thom Geier (3.12.2014). Miles Teller Eyed to Join Jonah Hill in Todd Phillips’ ‘Arms and the Dudes’ (Exclusive) (англ.). TheWrap. Процитовано 7 серпня 2016.
17. ↑  Jonah Hill’s New Dark Comedy “Arms and the Dudes” to Film in Miami. onlocationvacations.com (англ.). 24.02.2015. Архів оригіналу за 28 червня 2021. Процитовано 6 серпня 2016. [Архівовано 2021-06-28 у Wayback Machine.]
18. ↑  SSN Insider Staff (2.03.2015). On the Set for 3/2/15: Matthew McConaughey & Gugu Mbatha-Raw Start ‘Free State of Jones’, ‘Kickboxer’ Wraps & More. ssninsider.com (англ.). Архів оригіналу за 5 березня 2015. Процитовано 6 серпня 2016.
19. ↑  Shooting Begins on “Arms & the Dudes” (англ.). Business Wire. 17.03.2015. Процитовано 6 серпня 2016.
20. ↑  Jonah Hill's battle with his weight continues as he shows a much heavier frame while filming Arms And The Dudes (англ.). Daily Mail. 24.04.2015. Процитовано 6 серпня 2016.
21. ↑  Ross A. Lincoln (19.05.2015). ‘The Accountant’, ‘Project XX’, And More Get Release Dates. deadline.com (англ.). Архів оригіналу за 11 лютого 2021. Процитовано 11 серпня 2016. [Архівовано 2021-02-11 у Wayback Machine.]
22. ↑  D'Alessandro, Anthony (12.11.2015). Warner Bros Moves Todd Phillips’ ‘Arms & The Dudes’ To Summer, Will Open ‘The House’ In June 2017 (англ.). Процитовано 11 серпня 2016. {{cite web}}: Проігноровано невідомий параметр |wensite= (довідка)
23. ↑  War Dogs (англ.). Rotten Tomatoes. Процитовано 25 вересня 2016.
24. ↑  War Dogs (англ.). Metacritic. Процитовано 25 вересня 2016.
25. ↑  Josh Lasser (16 серпня  2016). War Dogs review (англ.). IGN.com. Архів оригіналу за 18 серпня 2016. Процитовано 19 серпня 2016.
26. ↑  War Dogs (англ.). Internet Movie Database. Процитовано 25 вересня 2016.
27. ↑  Олександра Васильєва (19.08.2016). У фільмі "Хлопці зі стволами" заробляють гроші на війні. «Газета по-українськи». Архів оригіналу за 22 серпня 2016. Процитовано 21 серпня 2016.
28. ↑  Олександра Корчевська (19 серпня  2016). Огляд фільму «Хлопці зі стволами». PlayUA. Архів оригіналу за 30 вересня 2016. Процитовано 30 вересня 2016.
29. 1 2  Бокс-Офіс 33 (2016): Перший мільйонер?. Kino-teatr.ua. Процитовано 23 серпня 2016.
30. ↑  War Dogs — Ukraine Weekend Box Office (англ.). Box Office Mojo. Процитовано 23 серпня 2016.
31. ↑  Tracy Brown (12.12.2016). Golden Globes 2017: Complete list of nominees (англ.). Los Angeles Times. Процитовано 12 грудня 2016.{{cite web}}:  Обслуговування CS1: Сторінки з параметром url-status, але без параметра archive-url (посилання)
32. ↑  THR Staff (8.01.2017). Golden Globes 2017: Complete Winners List (англ.). The Hollywood Reporter. Архів оригіналу за 9 січня 2017. Процитовано 9 січня 2017.